# Собор Різдва Христового (Володимир)
Катедральний Собор Різдва Христового (раніше Костел Розіслання Апостолів) — пам'ятка архітектури національного значення у стилі пізнього бароко у Володимирі Волинської області.

## Історія
1718 року волинська каштелянка Ядвіґа Загоровська спроваджує до міста місію єзуїтів. 1755 року слонімський староста Гнат Садовський закладає єзуїтський костел, будівництво якого тривало 15 років. Проєкт костелу належить єзуїтському архітектору Міхалу Радзимінському (за іншими джерелами — Павлу Гіжицькому). У 1762 році місія отримала статус монастиря. У 1770 році костел було освячено. У 1773 році папа Климент XIV видав бреве Dominus ac Redemptor, яким скасував орден єзуїтів, а всі заклади ордену на території Польщі i Росії зачинив. У 1782 році Едукаційна комісія Речі Посполитої передала костел та монастир греко-католицькому ордену василіян, а в 1840 році внаслідок переведення ордену в православ'я, монастир став православним (чоловічим). Інтер'єр храму перебудовується під потреби православної церкви. З 1891 року храм був резиденцією володимирських православних єпископів. У 1921 році після приєднання Волині до Польщі костел знову передають римо-католицький церкві. Костел стає парафіяльним. У той період був зроблений ремонт, що мав на меті відновлення первісного вигляду храму, були відновлені, зокрема, круглі віконні отвори південної бічної стіни костелу. Римо-католицька парафія у костелі діяла до 1945 року. Під час Другої світової війни вибухом бомби було пошкоджено північну ризницю та презбітерій. Після війни парафію було ліквідовано, а костел взято під охорону як пам'ятку архітектури. З 1983 року розпочато ремонтно-реставраційні роботи. У 1991 році храм передано православній громаді. Нині тут діє Катедральний Собор Різдва Христового Православної церкви України.

## Архітектура
Собор являє собою однонефний храм, збудований на плані прямокутника з коротким трансептом, півкруглим презбітерієм та двома ризницями. Оригінальний увігнутий фасад фланкований двома триярусними восьмибічними вежами. Західний головний фасад на рівні другого ярусу декорований пілястрами з ліпними капітелями коринфського ордену, карнизом та півциркульними нішами, у яких колись, ймовірно, стояли скульптури святих. Вікна південного і північного фасадів на першому ярусі круглі, на другому ярусі віконні прорізи мають лучкові завершення, оформлені вікна ліпними наличниками, що повторюють форму прорізів. Нартекс перекритий плоскою стелею, неф костелу має півциркульне склепіння з підпружними арками, що спираються на півколони на стінах. У цілому архітектура костелу єзуїтів за якістю будівельних робіт, архітектурного декору і проєкту споруди — одна з найбільш оригінальних і досконалих пам'яток епохи пізнього бароко на Волині.

## Галерея

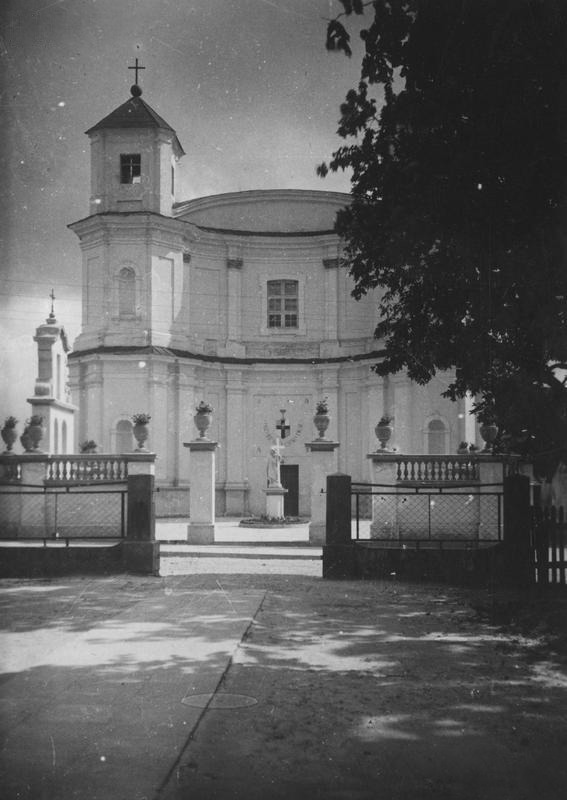
Костел Розіслання Апостолів. Фото 1932 року
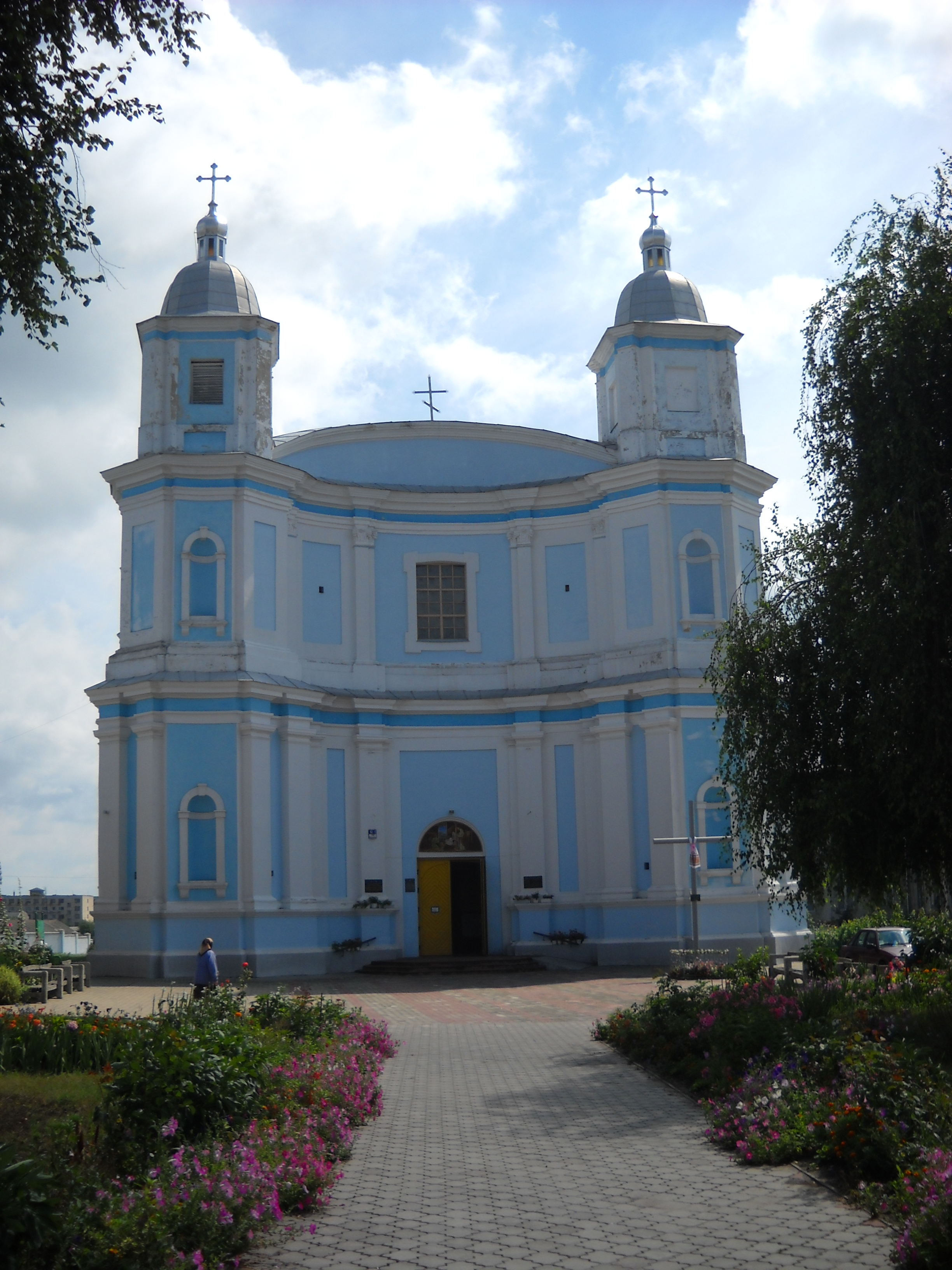
Храм із західного боку. Фото 2010 року
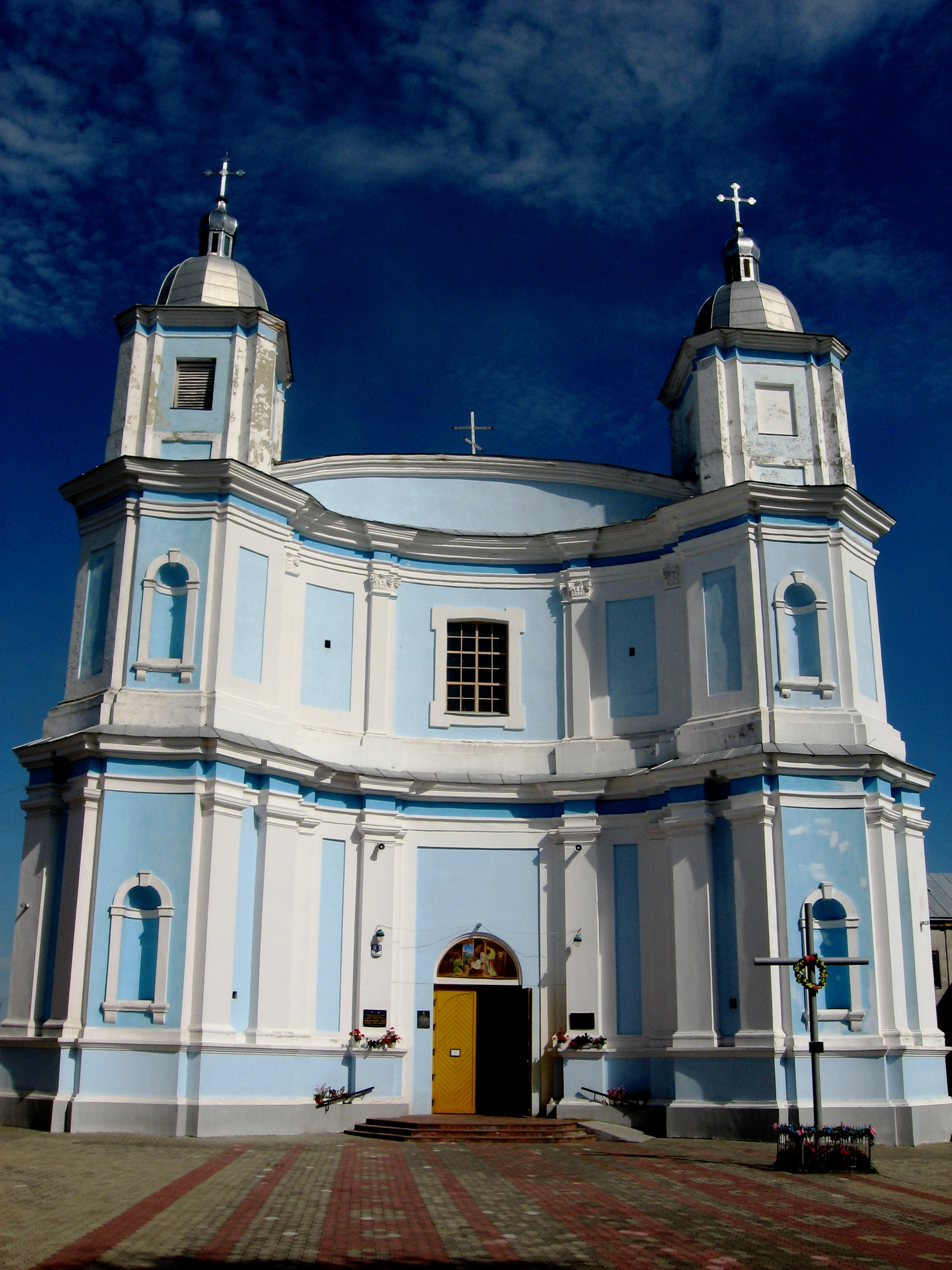
Головний фасад
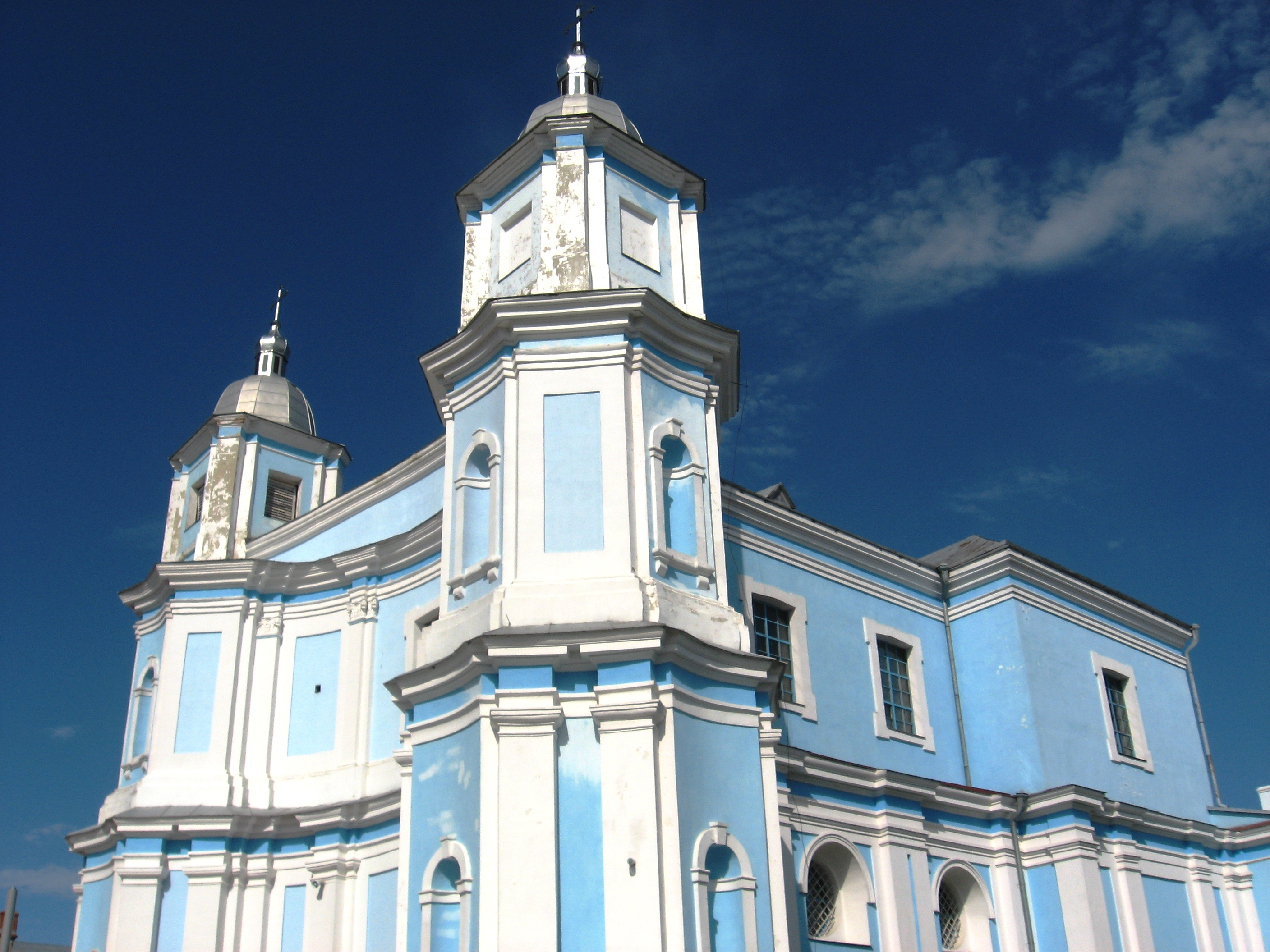
Собор із південно-західної сторони
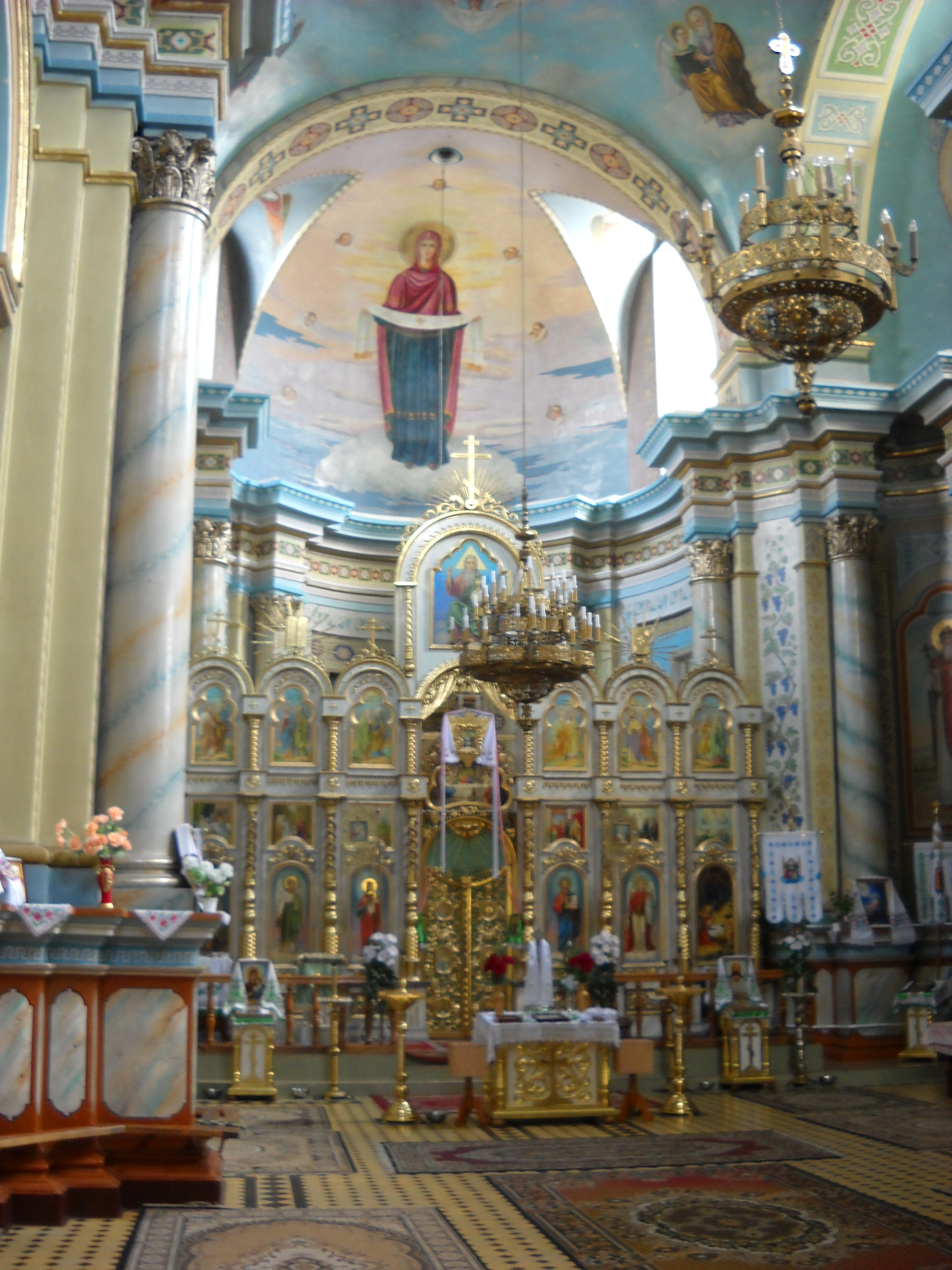
Інтер'єр храму
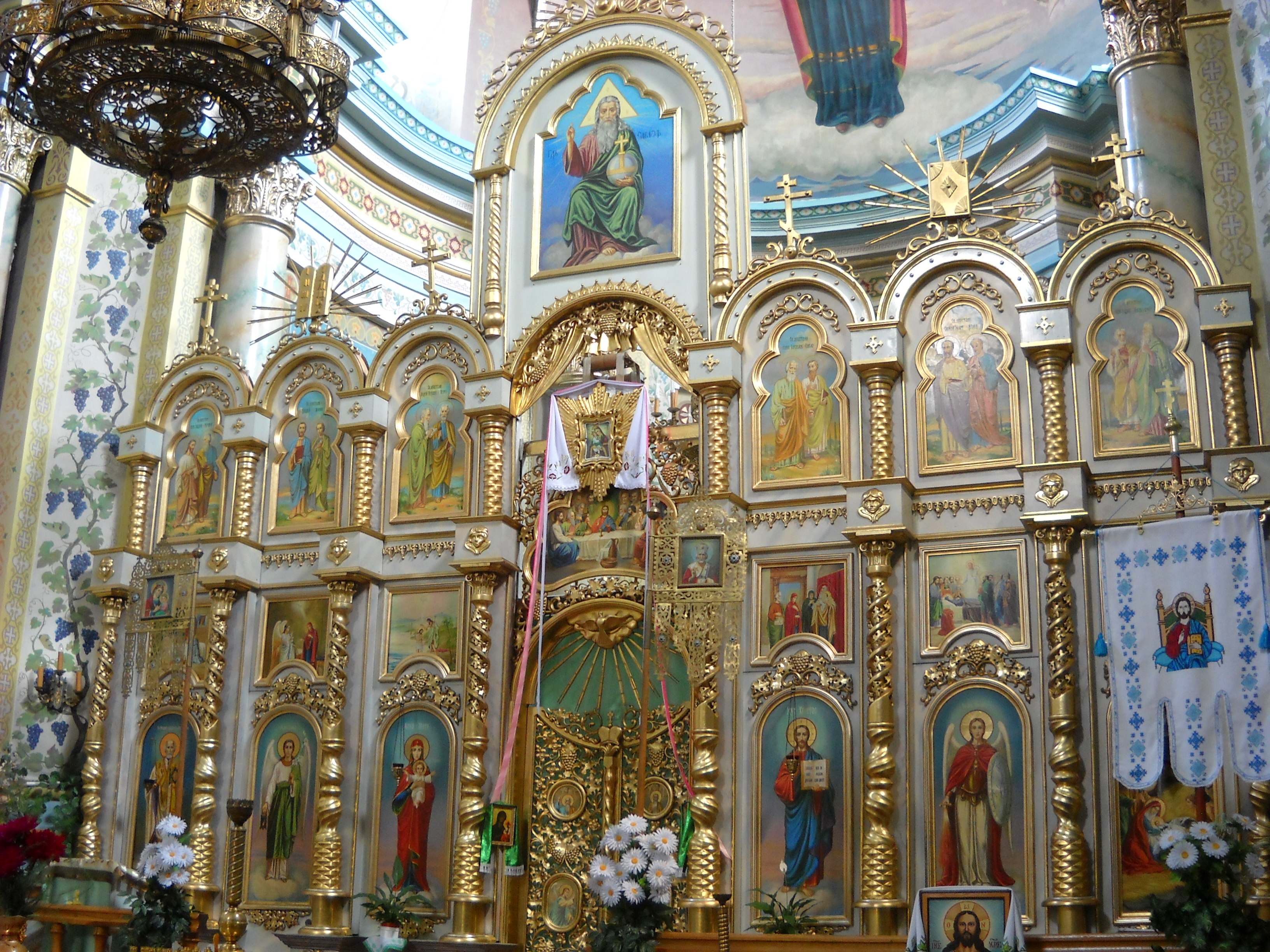
Іконостас
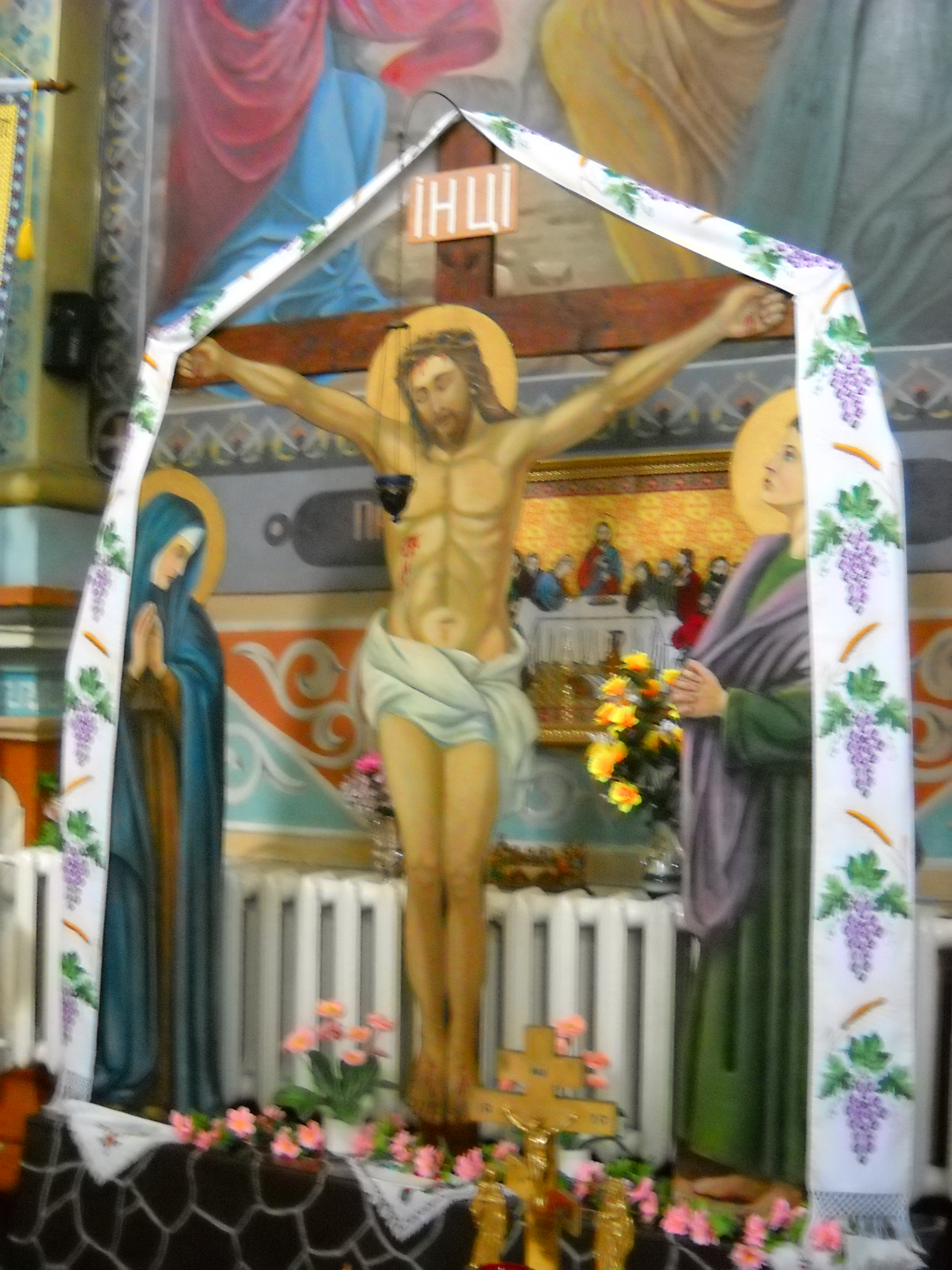
Хрест-Голгофа